# 악셀 웨르네르
악셀 윌프레도 웨르네르(스페인어: Axel Wilfredo Werner, 1996년 2월 28일 ~ )는 아르헨티나의 축구 선수로, 현재 스페인 라리가의 엘체 CF에서 활약하고 있다. 포지션은 골키퍼이다.